# Aquila (mari de Priscille)
Pour les articles homonymes, voir Aquila.
Cet article traite d'Aquila, un des premiers adeptes de Jésus en dehors de la Palestine. Pour le traducteur de la Bible en grec au IIe siècle, voir Aquila de Sinope. Pour ce qui concerne la femme d'Aquila, voir Priscille (épouse d'Aquila)
Aquila (ou Aquilas) forme avec Priscille (ou Prisca), un couple de riches Romains juifs adeptes de « la Voie » prônée par Jésus et ses apôtres dans le judaïsme des années 40-60, moment où le judaïsme et le christianisme ne sont pas encore distincts.   
Les Actes des Apôtres donnent quelques éléments à leur sujet. Ils sont aussi mentionnés dans certaines lettres de Paul de Tarse. La jeunesse et l'ascendance d'Aquila semble aussi être mentionnée dans l'Itinéraire de Pierre un des textes qui a servi de source à « l'Écrit de base » du cycle pseudo-clémentin. Originaire d'Anatolie septentrionale, les Constitutions apostoliques indiquent qu'il est devenu évêque « des districts d’Asie », après avoir été désigné comme l'un des septante disciples. Pour ces deux sources, Aquila était un frère — ou un demi-frère — de l'évêque Clément de Rome, toutefois, cette identification avec celui du Nouveau Testament est vivement contestée par certains critiques. 
Aquila et Priscille figurent dans le martyrologe romain et sont fêtés conjointement par l'Église catholique romaine le 8 juillet. Les Églises orthodoxes de culture grecque les fête le 13 février et pour les autres Églises orthodoxes saint Aquila est fêté seul en tant qu'apôtre le 14 juillet.

## Dans le Nouveau Testament
Les Actes des Apôtres et certaines lettres de Paul de Tarse (saint Paul) nous donnent quelques renseignements au sujet d'Aquila. C'est un citoyen romain de religion juive qui parmi les multiples « sectes » existant dans le judaïsme de l'époque a choisi « la Voie du Seigneur », c'est-à-dire la Voie de Jésus et de ses apôtres. Il va posséder plusieurs maisons situées dans différentes villes de l'Empire romain. C'est ainsi le cas à Rome, à Éphèse et à Corinthe où ses demeures seront suffisamment vastes pour accueillir les réunions des Églises locales (assemblée des croyants) auxquelles il se rattache avec sa femme Priscilla qui, elle aussi, est juive, ralliée à « la Voie du Seigneur ». Comme Aquila est originaire du Pont, il est fort probable que sa famille y disposait aussi d'une maison. À Corinthe, il était le propriétaire d'une fabrique de tentes suffisamment importante pour qu'il puisse y employer saint Paul pour lui rendre service et disposant d'un encadrement qui lui permet de quitter régulièrement la ville pendant de longs mois sans mettre en péril l'activité de son entreprise. C'est un personnage influent qui selon saint Paul est intervenu à plusieurs reprises en faveur de chrétiens probablement accusés devant les autorités romaines. Aquila et Priscilla ont même « sauvé sa tête » en risquant la leur.
Selon une tradition occidentale, Aquila était lié à la Tribu de Benjamin, tout comme l'apôtre Paul.

### Expulsion de Rome
Lorsque Aquila apparaît pour la première fois dans le récit des Actes des Apôtres, il se trouve à Corinthe où il vient d'arriver. Il a quitté Rome peu de temps auparavant en compagnie de sa femme Priscilla « à la suite d'un édit de Claude qui ordonnait à tous les Juifs de s'éloigner de Rome. » Il y a un quasi consensus chez les historiens pour estimer que cet édit de Claude est celui mentionné par Suétone qui intervient dit-il car les juifs fomentaient des troubles sous l'impulsion de Chrestus (49-50,). « Pour la plupart des critiques ce Chrestus est Jésus de Nazareth: Suétone ferait référence à un personnage connu à l'époque où il écrit », sinon il aurait écrit « sous l'impulsion d'un certain Chrestus. » « Suétone parle de Chrestus comme d'un agitateur présent à Rome au moment des événements, mais [les critiques] considèrent cependant que l'historien romain a commis une erreur chronologique, compréhensible par le fait qu'il écrit vers 120 sur des faits remontant aux années 49-50 : autrement dit, il connaît le motif de l'agitation, mais n'évite pas les approximations,. »

### À Corinthe
Nous apprenons ici qu'Aquila est « originaire du Pont » et donc de la province romaine de Bithynie et Pont. Comme Aquila et Priscille sont déjà ralliés à « la Voie du seigneur » et qu'ils arrivent de Rome, cela signifie probablement qu'une prédication des apôtres a déjà eu lieu dans la capitale impériale. Les indices d'une telle prédication dans les années 40 sont rares et en particulier les Actes des Apôtres n'en disent pas un mot, ce qui a été relevé comme une curiosité pour un texte censé faire état de la prédication de Pierre, qui selon la tradition a fondé l'église de Rome. 
Arrivant d'Athènes, Paul réside dans la demeure que le couple possède à Corinthe et comme il a quelque expérience dans la fabrication de tentes il travaille avec eux tout en se rendant à la synagogue chaque shabbat pour tenter de persuader aussi bien les Juifs que les polythéistes parlant grec. Toutefois, lorsque « Silas et Timothée furent arrivés de Macédoine », Paul abandonne ce travail de fabrication de tentes, pour se consacrer « tout entier à la parole, attestant aux Juifs que Jésus est le Christ ». Après un léger conflit, il se retire de là pour se rendre « chez un certain Justus, homme adorant Dieu, dont la maison était contiguë à la synagogue. » Après un an et demi de prédication et après avoir été conduit devant le tribunal de Gallion, alors proconsul d'Achaïe (printemps 51 - printemps 52), Paul décide de s'embarquer pour la province romaine de Syrie. Priscille et Aquila l’accompagnent jusqu’à Éphèse, puis Paul continue son voyage vers Césarée maritime.

### À Éphèse
Avant qu'Aquilla et Priscilla ne viennent à Éphèse, un certain Apollos (ou Appolonios,), juif d'Alexandrie était arrivé dans la ville. Il est fait mention de ce même Apollos dans la Première lettre aux Corinthiens de Paul de Tarse et il est probablement aussi mentionné dans l'Épître à Tite (Tt 3, 13). « Ce sont les seules attestations d'Apollos dans la littérature chrétienne, personnage au sujet duquel aucune tradition ne semble s'être développée. » Ce sont aussi les tout premiers témoignages de l'existence du mouvement à Alexandrie, même s'ils sont difficiles à interpréter. Ces attestations fournissent peu d'informations sur ce juif d'Alexandrie venu à Éphèse qui « enseignait avec exactitude ce qui concerne Jésus, bien qu'il connût seulement le baptême de Jean (le Baptiste) ». Le fait que cet Apollos, Juif alexandrin, apparaisse comme un disciple de Jésus vers 50 est considéré par les critiques comme un indice de l'existence à l'époque d'une communauté de juifs ayant reconnu Jésus comme Messie dans la capitale égyptienne. Apollos est un juif pieux, en constante recherche spirituelle, ayant peut-être fréquenté les Thérapeutes, « mais ayant aussi été en contact avec des disciples de Jean le Baptiste et des disciples de Jésus. »
Priscilla et Aquila l'entendent « parler avec assurance dans la synagogue » d'Éphèse et constatent que c'est « un homme éloquent, versé dans les Écritures », qui avait été instruit de « la Voie du Seigneur ». Ils le prennent alors « avec eux et lui exposent plus exactement « la Voie ». »
Au terme de cet enseignement, Apollos « voulait partir pour la province romaine d'Achaïe », dont la capitale est justement Corinthe, où une église se réunit dans la maison d'Aquila et Priscilla. Les frères l'encouragent donc à faire ce voyage et lui facilitent la tâche en écrivant « aux disciples de lui faire bon accueil ». Une fois arrivé, Apollos « fut, par l'effet de la grâce, d'un grand secours aux croyants : car il réfutait vigoureusement les Juifs en public, démontrant par les Écritures que Jésus est le Christ. »

### De nouveau à Rome
On ne reparle plus ensuite de Prisca et Aquila dans les Actes des Apôtres. Une mention dans la lettre que Paul de Tarse adresse à quelques églises (assemblées) et à plusieurs croyants de la ville de Rome laisse penser qu'ils sont dans la capitale de l'empire romain au moment où est écrite l'Épître aux Romains. Dans ses salutations, Paul écrit: « Saluez Prisca et Aquila, mes coopérateurs dans le Christ Jésus ; pour me sauver la vie ils ont risqué leur tête, et je ne suis pas seul à leur devoir de la gratitude : c'est le cas de toutes les Églises de la gentilité; saluez aussi l'Église qui se réunit chez eux. »
La lettre a probablement été écrite alors que Paul était à Corinthe,,,. La plupart des critiques proposent de la dater de l'hiver 55-56 ou 56-57,. Environ cinq ans après avoir été soit expulsé, soit contraint à l'éloignement en raison d'un décret d'expulsion qui ne visait probablement que les juifs pérégrins, Aquila et Priscilla ont donc pu revenir dans leur résidence de Rome. Toutefois entre-temps, l'empereur n'est plus Claude, mais Néron. Comme à Éphèse, Priscilla et Aquila accueillent dans leur maison les réunions hebdomadaires d'une église.
Dans cette lettre adressées aux Romains, saint Paul semble s'adresser à des judéo-chrétiens fort attachés au respect de la Torah et à des chrétiens d'origine grecque qui veulent s'en détacher totalement.

## Éventuel frère de Clément de Rome

### Dans les Constitutions Apostoliques
Dans le livre VII des Constitutions apostoliques sont cités en 46.1-15, les évêques que les apôtres ont institué dans différentes villes et régions (Ier siècle). Au verset 14 de cette liste, il est indiqué que les apôtres ont nommé comme évêques: « dans les districts d’Asie, Aquila et Nicétas, et dans l'église d’Égine, Crispus. » L'association des noms Aquila et Nicétas se rapporte aux noms des deux frères de l'évêque Clément de Rome, qui sont appelés ainsi dans l'Itinéraire de Pierre, un des textes qui a servi de source à « l'écrit de base » du cycle pseudo-clémentin. De plus, « les districts d’Asie » font probablement références à la province romaine d'Asie, or dans les Actes des Apôtres, Aquila est décrit comme ayant une importante activité à Éphèse qui est la capitale de la province d'Asie. Il y aurait constitué plusieurs Églises dont l'une se réunit dans la demeure qu'il possède dans cette ville. Il serait donc tout à fait logique qu'Aquila soit l'évêque « des districts d'Asie », alors que selon l'Apocalypse il y avait des Églises dans sept villes d'Asie au moment de sa composition (vers 95). Les sept Églises d'Asie sont alors situées « à Éphèse, Smyrne, Pergame, Thyatire, Sardes, Philadelphie et Laodicée. » Compte tenu du profil de son frère jumeau Nicétas, il n'est pas impossible que cette tâche qui concerne toute une région ait été confiée conjointement aux frères jumeaux, alors que tous les autres évêques de la liste ne sont responsables que d'une ville.
Le livre VI des mêmes Constitutions apostoliques lèvent toute ambiguïté au sujet de la parenté d'Aquila et Nicétas avec Clément de Rome. L'apôtre Pierre y déclare en effet qu'à « Césarée de Stratôn » (Césarée maritime), lorsque Simon le Magicien « tenta de perturber l'annonce de la Parole de Dieu », l'apôtre était « accompagné des saints fils Zachée, jadis publicain, et Barnabé, Nicétas et Aquila, les frères de Clément, l'évêque et le compatriote des Romains, qui fut lui-même disciple de Paul, notre collègue apôtre et autre collaborateur dans l'évangélisation,. »

### Dans l'itinéraire de Pierre

#### Les écrits pseudo-clémentin
Selon Frédéric Manns, l'Itinéraire de Pierre a probablement été une des sources de « l'écrit de base » du Roman pseudo-clémentin. Bien que rejetés pour « ébionisme » par la « Grande Église » en raison de leur caractère Judéo-chrétien, ce sont ces textes qui fournissent le plus d'informations sur Clément de Rome, qui semble avoir été un judéo-chrétien tout comme les apôtres, les soixante-dix disciples de Jésus, constituant l'essentiel de l'Église jusqu'à environ 140. Selon Simon Claude Mimouni, Clément est un judéo-chrétien, probablement de stricte observance juive « tout autant fortement messianiste que stoïcien ». Les parties les plus anciennes du cycle pseudo-clémentin datent de la seconde moitié du IIe siècle et sont localisées en Syrie-Palestine.

#### Aquila et Clément
Dans ces écrits, le futur évêque Clément de Rome a deux frères jumeaux, plus âgés que lui: Aquila et Nicétas. Toutefois, à la suite de péripéties, qui ont peut-être été romancées, leur mère Mattidia part de Rome en les emmenant avec elle alors qu'ils sont en bas âge, puis perd le contact avec eux. Ils sont donc élevés dans la province romaine de Syrie par une princesse syro-phénicienne, prosélyte juive appelée Justa. Celle-ci leur donne une éducation juive dans le milieu culturel de la Syrie où « la langue ne constituait pas une barrière culturelle » parce que les deux langues, syriaque (dialecte local de l'araméen) et grec, « constituaient l'expression et le véhicule d'une même et unique civilisation hellénistique, une tradition remontant aux origines de l'empire séleucide. »
Aquila et Nicètas sont dans un premier temps séduits par la forme de judaïsme proposée par Simon le Magicien, avec lequel la princesse qui les élève semble avoir des contacts fréquents. Toutefois, la fille de la princesse syrienne, appelée Bérénice qui est une adepte de la « Voie de Jésus », les met en contact avec Zachée, qui par son enseignement, les conduit à reconnaître Jésus comme Messie.
Resté à Rome, Clément qui s'est d'abord converti au monothéisme juif est ensuite « éveillé à la doctrine de vérité » par Barnabé qui mène alors une brève prédication dans la capitale impériale. Sur ses conseils, il décide peu après de se rendre en Judée pour parfaire son enseignement auprès de Pierre. Clément parvient à se joindre à Pierre à Césarée, capitale romaine de la Judée et fief de Simon le Magicien. Il accompagne alors l'apôtre dans un périple évangélisateur qui va les conduire à Antioche, après s'être arrêtés dans neuf autres villes de Syrie. 
Vingt ans après le départ de sa mère et de ses frères, grâce à Pierre, Clément retrouve sa mère Matthidia dans l'île d'Aros et ses frères lors de la septième étape à Antarados. Ils constatent qu'ils ont tous adopté « la doctrine de vérité » et qu'ils reconnaissent tous Jésus comme Messie. À Antarados, Pierre baptise tout de suite les jumeaux Aquila et Nicétas car ils ont longuement reçu l'enseignement de Zachée. Chacune des étapes de la mission évangélisatrice de Pierre sont l'occasion d'un grand exposé de sa part aux adeptes du lieu, ce qui complète la formation de Clément ainsi que celles d'Aquila et de Nicétas.
Dans ces écrits, Clément est le fils d'un personnage de rang sénatorial dont nous ne connaissons qu'un des trois noms du tria nomina : Faustinianus,. Un nom abrégé en Faustus dans les Homélies. Ce dernier était parti sur les traces de sa femme. Il finit par la retrouver et par se convertir lui aussi.

### Possible identification

#### Les traits communs aux Aquila des trois sources
Les deux Aquila partagent donc d'importants traits en commun. Tous deux ont adopté « la doctrine de vérité » ou la « Voie du Seigneur » alors qu'auparavant, ils étaient juifs. Aquila dont il est question dans le Nouveau Testament dispose d'un patrimoine tout à fait compatible avec celui que l'on peut attendre du fils d'un important sénateur, tel que le père de Clément et d'Aquila est décrit dans l'Itinéraire de Pierre, puisqu'il possède plusieurs résidences situées dans différentes villes de l'empire romain. Il en est de même de l'influence dont semble disposer Aquila qui a sauvé la tête de Paul de Tarse grâce à son intervention. L'éventuel frère d'Aquila, l'évêque Clément de Rome, est d'ailleurs lié par mariage à la famille flavienne, selon plusieurs sources chrétiennes. Des indications qui figurent dans les Actes des martyres de la vierge sainte Flavia Domitilla et des saints Nérée et Achillée, on peut déduire que le père de Clément — et donc éventuellement le père d'Aquila — était un demi-frère du consul Titus Flavius Clemens, ce qui correspond là aussi à une famille influente de la société romaine. De plus, tous deux ont fondé et dirigé dans la même période des églises à Éphèse et dans la province romaine d'Asie.
Pour cet ensemble de raisons, il a été émis l'hypothèse qu'Aquila mentionné dans les Actes des Apôtres et dans certaines lettres de Paul était le frère de Clément qui est désigné par le même nom dans les Constitutions apostoliques et l'Itinéraire de Pierre.

#### Plusieurs Aquila et Clémens
De plus, outre les deux frères (ou demi-frères) mentionnés dans les Constitutions apostoliques et dans les écrits pseudo-clémentins, d'autres Clément et Aquila mentionnés dans diverses sources, présentent des traits comparables, qui pourraient laisser penser qu'ils appartiennent tous à la même branche familiale. Ainsi selon Philostrate d'Athènes et le Talmud de Babylone, un consul Clément (Kelomenos dans le Talmud) qui avait été marié avec une sœur de Titus et de Domitien est exécuté en 96 par ordre de Domitien, pendant ce qui est convenu d'appeler la Persécution de Domitien, même si le nom n'est pas approprié car pour les historiens il ne s'agit pas d'une persécution religieuse. Le Talmud nous apprend que ce Clémens — dont le nom est déformé en Kelonimus — a eu avec cette sœur (ou demi-sœur) de Titus, un fils appelé Aquila, nom déformé en Onqelos dans plusieurs passage du Talmud, alors qu'on trouve la forme Aquila dans d'autres passages parallèles,. Cet Onkelos/Aquila, connu comme prosélyte, fils d'un Clément avec une sœur de Titus est l'auteur du Targoum Onkelos, une traduction de la Torah en Araméen à partir du texte hébreu. Ce Targoum, conservé dans des centaines de manuscrits médiévaux, fait encore autorité dans le judaïsme d'aujourd'hui, au point qu'il est le seul à être désigné par l'expression « Notre Targoum ». Le fait qu'un romain fils d'une sœur de deux futurs empereurs ait pu avoir une grande maîtrise des langues araméenne et hébreu, mais aussi des arcanes du judaïsme, au point de produire une telle traduction qui fasse autorité est a priori surprenant. En revanche si ce Onqelos/Aquila est un descendant des Aquila, Nicétas et Clément dont il est question dans l'Itinéraire de Pierre, cela peut beaucoup plus facilement s'expliquer. Aquila et Nicétas ont en effet reçu une éducation juive dans le contexte de la Syrie où l'on parlait aussi bien le grec que l'araméen, dès leur enfance. L'intérêt évident des trois frères pour le judaïsme rendant tout à fait possible qu'ils aient fourni le même type d'éducation à leurs enfants. Or tous ces Aquila et Clémens appartiennent à une branche familiale liée aux flaviens par mariage. Pour les partisans de l'identification, ces éléments renforcent leur position.
Toutefois, cette identification qui ne correspond pas à la tradition chrétienne telle qu'elle est parvenue jusqu'à nous est rejetée par de nombreux exégètes. La critique se concentre sur les écrits pseudo-clémentins, dont certains estiment qu'il n'y a rien d'historique à tirer et qui pour d'autres de ces critiques serait un texte tardif. Toutefois, Frédéric Manns et d'autres critiques estiment que l'Itinéraire de Pierre a probablement été une des sources de son écrit de base et il y a désormais un quasi consensus pour dire que les parties les plus anciennes du cycle pseudo-clémentin datent de la seconde moitié du IIe siècle et sont localisées en Syrie-Palestine. Néanmoins, une bonne partie de la critique estime que les personnages de ces écrits ne sont pas des personnages réels et pensent par exemple que le Clément de ces écrits est un personnage fictif composé à partir du personnage de Titus Flavius Clemens, voir un personnage composé de plusieurs personnages. D'autres estiment que des personnages ont pu être ajoutés pour enrichir l'intrigue et que malgré tous les travaux entrepris, il n'est pas possible de savoir si tel ou tel personnage existait dans l'écrit de base.

## Citations dans les sources antiques
Aquila est cité conjointement avec Priscilla dans les Actes des Apôtres ainsi que dans les épîtres de Paul de Tarse. Il est cité conjointement avec son frère Nicètas dans les Constitutions apostoliques et dans les écrits pseudo-clémentin.

### Dans les Actes des Apôtres
- Actes 18:1-5 : « Après cela, Paul s'éloigna d'Athènes et gagna Corinthe. Il y trouva un Juif nommé Aquilas, originaire du Pont, qui venait d'arriver d'Italie avec Priscille, sa femme, à la suite d'un édit de Claude qui ordonnait à tous les Juifs de s'éloigner de Rome. Il se lia avec eux, et, comme ils étaient du même métier, il demeura chez eux et y travailla. Ils étaient de leur état fabricants de tentes. Chaque sabbat, il discourait à la synagogue et s'efforçait de persuader Juifs et Grecs. Quand Silas et Timothée furent arrivés de Macédoine, Paul se consacra tout entier à la parole, attestant aux Juifs que Jésus est le Christ ».
- Actes 18:18-19 : « Paul resta encore un certain temps à Corinthe, puis il prit congé des frères et s'embarqua pour la Syrie. Priscille et Aquilas l'accompagnaient. Il s'était fait tondre la tête à Cenchrées, à cause d'un vœu qu'il avait fait. Ils abordèrent à Éphèse, où il se sépara de ses compagnons. Il se rendit à la synagogue et s'y entretint avec les Juifs ».
- Actes 18:26 : « Il (Apollos de Césarée) se mit donc à parler avec assurance dans la synagogue. Priscille et Aquilas, qui l'avaient entendu, le prirent avec eux et lui exposèrent plus exactement la Voie ».

### Dans les lettres de Paul de Tarse

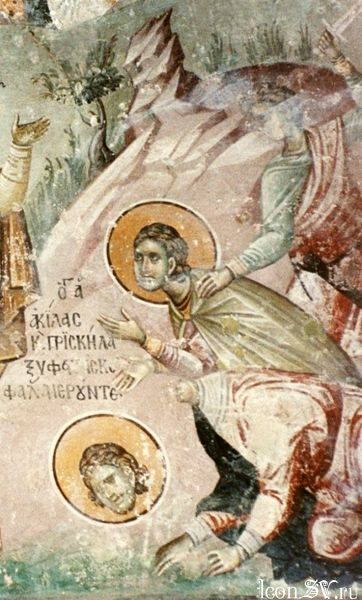
Le martyr d’Aquila, fresque de l’église du monastère serbe orthodoxe de Gračanica près de Pristina au Kosovo (v. 1320).

- Romains 16:3-5 : « Saluez Prisca et Aquilas, mes coopérateurs dans le Christ Jésus ; pour me sauver la vie ils ont risqué leur tête, et je ne suis pas seul à leur devoir de la gratitude : c'est le cas de toutes les Églises de la gentilité; saluez aussi l'Église qui se réunit chez eux ».
- 1 Corinthiens 16:19 : « Les Églises d'Asie vous saluent. Aquilas et Prisca vous saluent bien dans le Seigneur, ainsi que l'assemblée qui se réunit chez eux ».
- 2 Timothée 4:19 : « Salue Prisca et Aquilas, ainsi que la famille d'Onésiphore ».

## Culte
Il existe une tradition acceptée, en autres, par l'Église orthodoxe russe selon laquelle Aquila et Priscilla ont tous deux été martyrisés en 70. Comme la plupart des autres Églises orientales, le titre d'apôtre est donné à Aquila et il est inclus aux septante disciples. Selon l'Église orthodoxe, l'apôtre Paul institua Aquila évêque, sans doute à Héraclée du Latmos où il fut décapité par des païens avec sa fidèle épouse Priscille qui l'aida au travail apostolique et qui mourut à ses côtés de la même façon.   
Priscille et Aquila sont considérés comme des saints dans la plupart des Églises chrétiennes. L'Église orthodoxe les commémore le 13 février. Les autres Églises orthodoxes commémorent Aquila seul le 14 juillet. L'Église luthérienne les commémore aussi le 13 février avec Apollos. Dans l'Église catholique, le Martyrologe romain a fixé leur fête au 8 juillet.